# Protosticta uncata
Protosticta uncata – gatunek ważki z rodziny Platystictidae.